# Lodhéřov

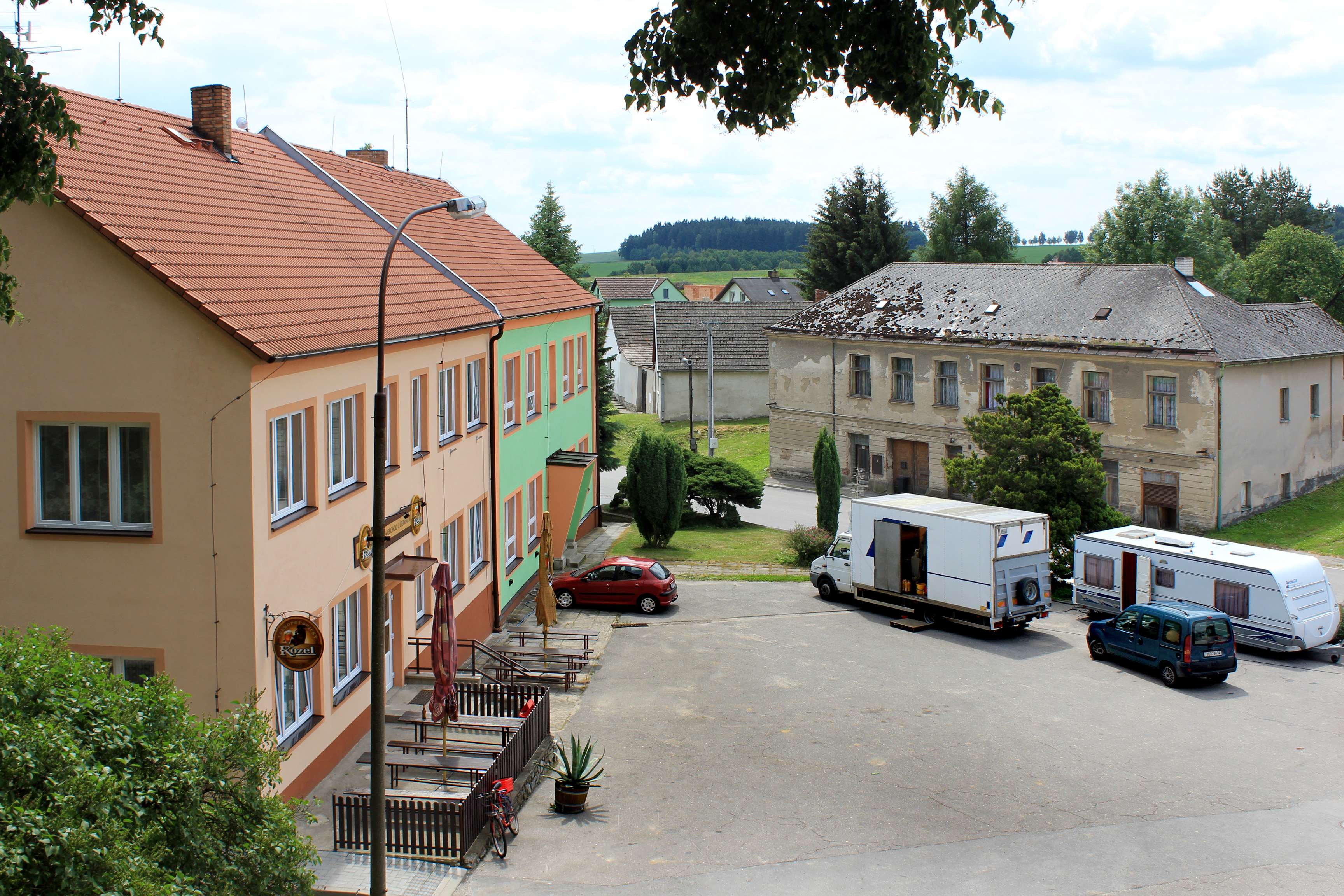
Dorfplatz

Lodhéřov (deutsch Riegerschlag) ist eine Gemeinde in Tschechien. Sie befindet sich acht Kilometer nordwestlich von Jindřichův Hradec (Neuhaus) und gehört zum Okres Jindřichův Hradec (Bezirk Neuhaus). Der Ort ist als ein Doppelzeilendorf angelegt.

## Geographie
Lodhéřov ist ein langgestrecktes Reihendorf, das sich über drei Kilometer in Nord-Süd-Richtung im Tal des Ženský potok (Frauenbach) ausdehnt. Es befindet sich im Süden der Böhmisch-Mährischen Höhe. Am nordöstlichen Ortsrand erhebt sich der 659 m hohe Čertův kámen (Teufelsstein).
Nachbarorte sind Najdek im Norden, Horní Radouň (Ober Radaun) und Okrouhlá Radouň (Scheiben Radaun) im Nordosten, Kostelní Radouň (Kirchen Radaun) im Osten, Dolní Radouň (Wenkerschlag) im Südosten, Studnice (Brunn) im Süden, Klenov und Pluhův Žďár (Pluhow) im Westen sowie Mostečný im Nordwesten.

## Geschichte
Im Zuge der Kolonisation des Hradecer Landes wurde Ruderschlag durch den Templerorden und deutsche Siedler gegründet. Die bis 1945 gesprochene Ui-Mundart (nordbairisch) mit ihren speziellen bairischen Kennwörtern weist auf eine Besiedlung durch bairische deutsche Stämme aus dem oberpfälzischen Raum hin, wie sie nach 1050, aber vor allem im 12/13. Jahrhundert erfolgte. Erstmals urkundlich erwähnt wurde das nach seinem Gründer Rudger (tschechisch Lodhéř) benannte Dorf im Jahre 1294. Die Namensform änderte sich noch mehrmals im Laufe der nächsten Jahrhunderte. So schrieb man im Jahre 1365 „Rugerslag“ und von 1414 bis 1790 „Rigerslag“. Erst ab 1842 wird die heute bekannte Schreibform geläufig.
Am 17. September 1297 schenkte Ulrich II. von Neuhaus den Templern den Ort. Die Existenz der Kirche St. Peter und Paul ist ebenfalls seit 1297 belegt. Die Kirche unterstand bis zu den Hussitenkriegen der Kommende der Deutschordensritter in Neuhaus, die die Templer ablösten. Im 15. Jahrhundert kam das Dorf zur Herrschaft Neuhaus. Während der Reformation gilt der Ort ab dem Jahr 1590 als lutherisch. Erst nach dem Sieg der kaiserlichen Truppen in der Schlacht am Weißen Berg und dem Einsetzen der Gegenreformation während des Dreißigjährigen Krieges wird der Ort im Jahre 1622 wieder katholisch. Eine Niederlassung der Jesuiten bestand bis zum Jahre 1773 in Riegerschlag. Seit dem Jahre 1651 werden Matriken im Ort geführt. 1674 wurde die Kirche erweitert und erhielt einen Turm. Ein weiterer Umbau der Kirche erfolgte Anfang des 18. Jahrhunderts, als die Kapelle der Jungfrau Maria vom Heiligen Berg angebaut wurde.
1880 hatte das fast ausschließlich von Deutschen bewohnte Riegerschlag 1134 Einwohner und war das größte Dorf im Bezirk. Im Jahre 1881 wurde eine Freiwillige Feuerwehr gegründet. Um 1866 wurde eine dreiklassige Schule im Ort gebaut. Davor gab es eine Klasse beim Schulwirt. Haupterwerbsquelle bildete die Vieh- und Landwirtschaft, wobei der in Südmähren gepflegte Weinbau aufgrund des raueren Klimas nicht einträglich war. Angebaut wurden neben verschiedenen Getreidesorten, Kartoffeln, Rüben, Kraut, Erbsen und Flachs. Im Ort gab es neben dem üblichen Kleingewerbe noch zwei Mühlen, ein Sägewerk, zwei Ziegeleien, eine Zementfabrik und eine Käserei. Das angebaute Flachs wurde in Heimarbeit aufgearbeitet und gesponnen. Im 20. Jahrhundert war die Zahl der Bewohner stetig rückgängig und 1910 lebten nur noch 988 Menschen im Dorf. 1913 wurde der Ortsteil Neudek von Riegerschlag abgetrennt und eine selbstständige Gemeinde.
Nach dem Ersten Weltkrieg kam der zuvor zu Österreich-Ungarn gehörende Ort, dessen Bewohner 1910 zu 99,9 % zur deutschen Sprachgruppe zählten, durch den Vertrag von Saint-Germain zur Tschechoslowakei. Maßnahmen wie die Bodenreform und die Sprachenverordnung folgten. Dadurch kam es durch Siedler und neu besetzte Beamtenposten zu einem vermehrten Zuzug von Personen tschechischer Nationalität. Auch eine tschechische Minderheitenschule wurde in Riegerschlag eingerichtet. Diese Maßnahmen verschärften die Spannungen zwischen der deutschen und tschechischen Bevölkerung. Mit dem Münchner Abkommen wurde Riegerschlag mit 1. Oktober 1938 ein Teil des deutschen Reichsgaus Niederdonau.
Nach dem Ende des Zweiten Weltkrieges, der 52 Opfer unter den Ortsbewohnern forderte, kam die Gemeinde wieder zur Tschechoslowakischen Republik zurück. Am 30. Mai 1945 wurde der Ort, zeit- und systemgleich wie die umliegenden Gemeinden, von einer motorisierten Gruppe Tschechen besetzt. Sie nahmen einige Geiseln und vertrieben die deutschen Bewohner und zuletzt die Geiseln größtenteils über die Grenze nach Österreich. 19 Personen verblieben im Ort. Die nach Österreich vertriebenen Ortsbewohner wurden bis auf ca. 17 %, in Übereinstimmung mit den ursprünglichen Überführungs-Zielen des Potsdamer Kommuniqués, nach Deutschland weiter transferiert. Acht Personen wanderten in die USA, vier in andere europäische Länder, drei nach Kanada und je eine nach Australien, Brasilien und Neuseeland aus.
Am 1. Januar 1975 wurde Studnice nach Lodhéřov eingemeindet.

## Wappen und Siegel
Das älteste bekannte Siegel der Gemeinde stammt aus der 2. Hälfte des 17. Jahrhunderts. Es zeigte den gekrönten Großbuchstaben „M“ mit der Umschrift „RIEGERSCHLAG 16-58“. Ab 1848 führte Riegerschlag nur noch einen bildlosen Gemeindestempel.

## Bevölkerungsentwicklung
| Volkszählung | Einwohner gesamt | Volkszugehörigkeit der Einwohner | Volkszugehörigkeit der Einwohner | Volkszugehörigkeit der Einwohner |
| Jahr         | Einwohner gesamt | Deutsche                         | Tschechen                        | Andere                           |
| ------------ | ---------------- | -------------------------------- | -------------------------------- | -------------------------------- |
| 1880         | 1.134            | 1.128                            | 6                                | 0                                |
| 1890         | 1.133            | 1.124                            | 9                                | 0                                |
| 1900         | 1.101            | 1.096                            | 5                                | 0                                |
| 1910         | 988              | 987                              | 1                                | 0                                |
| 1921         | 889              | 814                              | 69                               | 6                                |
| 1930         | 854              | 739                              | 112                              | 3                                |

## Gemeindegliederung
Die Gemeinde Lodhéřov besteht aus den Ortsteilen Lodhéřov (Riegerschlag), Najdek (Neudek) und Studnice (Brunn), die zugleich auch Katastralbezirke bilden.

## Sehenswürdigkeiten
- Kirche St. Peter und Paul, erbaut im 13. Jahrhundert, Umbau 1642, abgebrannt 1665, 1778 ausgeraubt und 1785 neugebaut.
- Pfarrhaus
- Statue des hl. Johannes von Nepomuk
- Statue des hl. Judas Thaddäus
- gemauerte Bildkapelle „Muttergottes von Lourdes“ (1930)
- Kriegerdenkmal (1920)

## Brauchtum
- Der Kirtag fand immer am 29. Juni zu Peter und Paul statt.
- An den letzten drei Tagen vor Christi Himmelfahrt gibt es nach der Messe Prozessionen für eine gute Ernte.

## Söhne und Töchter des Ortes
- Rudolf Hruschka (1881–1961), Oberlehrer, Heimatforscher und Schriftsteller
- Peter Pfeiffer (1882–1944), Mundartdichter
- Heinrich Kandl (1875–1968), Gewerkschafter, 1946–1959 Präsident der Arbeiterkammer Oberösterreich